# Sällskapet för Vitterhet och Häfd – Eranos

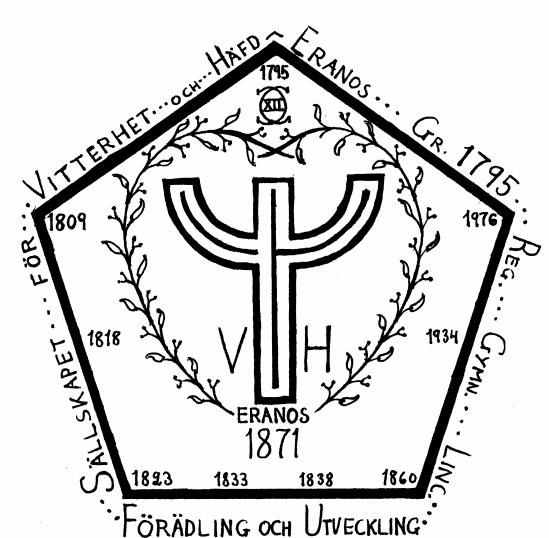
Sällskapet för Vitterhet och Häfd - Eranos runa, föreningens symbol sedan tidigt 1800-tal.

Sällskapet för Vitterhet och Häfd – Eranos, förkortat VH-E, är en sluten gymnasieförening vid Katedralskolan i Linköping.
Sällskapet är ett av Sveriges äldsta i sitt slag. Sällskapet har anor tillbaka till Vitterhetsgillets grundande 1795. Det har pågått oavbruten aktivitet sedan 1823, och år 1986 blev sällskapet ett registrerat bolag. VH-E ägnar sig åt historia, filosofi, litteratur och poesi. Sällskapet ger sedan 1866 ut föreningsskriften Poesi och Prosa, en kombinerad dikt- och essäsamling med alster författade av sällskapets medlemmar.  
Bland före detta medlemmar märks främst Jöns Jacob Berzelius och Tage Danielsson, Augustin Mannerheim, Ulf Schöldström, Andreas Lindblom.  Andra nämnvärda söner av sällskapet innefattar Carl Fredric Dahlgren, Per Adolf Sondén, Anders Hedner, Anders Erik Norbeck, Nils Ignell och Otto von Feilitzen.